# Supermarine S.6B
Dimensions
Le Supermarine S.6B est un hydravion de course britannique développé par R.J. Mitchell pour l'entreprise Supermarine pour prendre part à la Coupe Schneider de 1931.
Le S.6B a marqué l'aboutissement de la quête de Mitchell à perfectionner la conception de l'hydravion de course et représentait la pointe de la technologie aérodynamique.
Ce fut le dernier de la lignée développée par Supermarine, il a suivi le S.4, S.5 et S.6. L'expérience de Mitchell et son équipe dans la conception d'hydravions à haute vitesse pour la Coupe Schneider a grandement contribué au développement du Supermarine Spitfire, chasseur emblématique et intercepteur britannique le mieux réussi de la Seconde Guerre mondiale.

## Financement
Malgré l'assurance du Premier ministre James Ramsay MacDonald du soutien du gouvernement au prochain concurrent britannique suivant immédiatement la victoire de 1929, le financement officiel fut retiré moins de deux mois plus tard après la krach de Wall Street. La raison officielle donnée étant que les deux participations précédentes avaient permis de collecter suffisamment de données sur le vol à haute vitesse, de sorte que davantage de dépenses de l'argent public était injustifié. Un comité formé par le Royal Aero-Club (en), qui était responsable de l'organisation de la course de 1931, et qui comprenait des représentants de l'industrie aéronautique et des fabricants de moteurs d'avion, fut formé pour discuter de la faisabilité d'une participation de financement privé. Il conclut que non seulement cela serait hors de portée financière, mais que l'absence des pilotes de la RAF hautement qualifiés dans le vol à haute vitesse poserait un grave problème. Cela provoqua une énorme déception du public : après avoir remporté deux courses successives une victoire dans une troisième course assurait de garder le trophée de façon définitive.

Toujours actif dans les affaires d'aviation, le groupe de journaux Daily Mail de Lord Rothermere lança un appel public pour le financement et plusieurs milliers de livres sterling furent levées. À la suite de la promesse publique de Lady Houston (en) de donner 100 000 £, le gouvernement modifia sa position et annonça son soutien en janvier 1931, laissant moins de neuf mois aux participants à la course pour se préparer. La High Speed Flight RAF fut reformée, et Mitchell et Rolls-Royce se mirent au travail. 

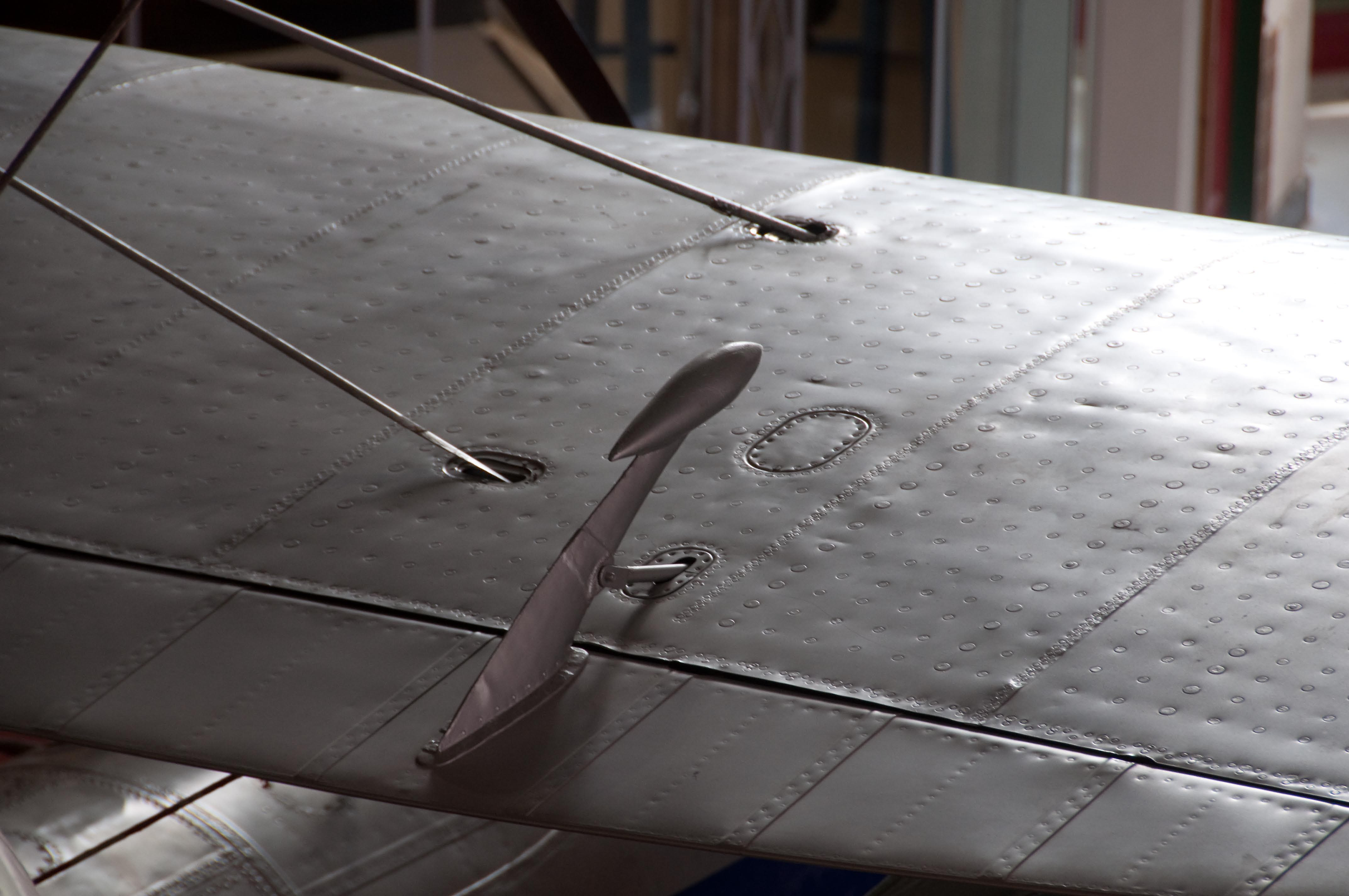
Poids d'équilibre d'aileron et détails de l'aile

## Conception et développement
Il ne restait plus que sept mois pour préparer une inscription, et comme Mitchell n'avait pas eu assez de temps pour concevoir un nouvel avion, une meilleure performance devait être obtenue par un gain de puissance du moteur Rolls-Royce R. Les modifications apportées à la conception de la cellule se limitèrent à des améliorations mineures et un renforcement en vue de pallier l'augmentation du poids de l'avion. En outre, les flotteurs furent étendus vers l'avant de 90 cm. Rolls-Royce réussit à augmenter la puissance du moteur de 400 ch (298 kW) atteignant 2 300 ch (1 715 kW).

## Historique opérationnel

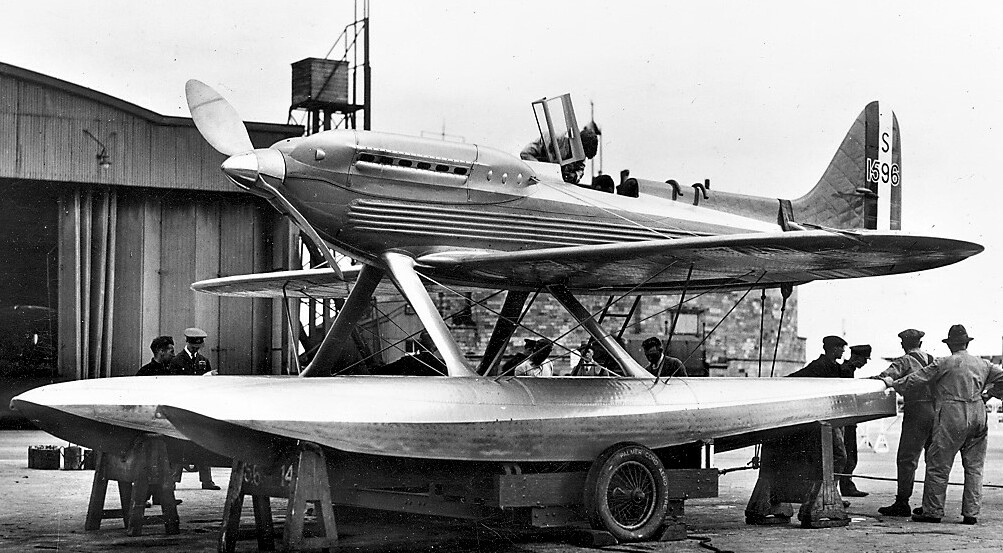
Supermarine S.6B, S1596

Bien que l'équipe britannique n'affronterait pas de concurrents, la RAF High Speed Flight prépara six coureurs Supermarine Schneider à Calshot Spit sur Southampton Water pour la formation et l'entraînement. Les avions étaient : S.5 N219, deuxième à Venise en 1927, S.5 N220, vainqueur à Venise en 1927, deux S.6 avec de nouveaux moteurs et rebaptisés S.6A (N247 vainqueur à Calshot en 1929 et S.6A N248, disqualifié à Calshot en 1929), et les S.6B nouvellement construits, S1595 et S1596.
L'avion amélioré fut désigné Supermarine S.6B pour le différencier de la version S.6A. La stratégie britannique pour le trophée Schneider était que S1595 fasse seul la course et si sa vitesse n'était pas assez élevée, ou s'il avait une défaillance mécanique, le S.6A (N248) plus éprouvé ferait la course. Si S1595 et N248 avaient échoué dans leurs tentatives, le N247 tenu en réserve serait utilisé. Le S.6B S1596 allait alors tenter le record du monde de vitesse en vol. Pendant l'entraînement le N247 fut détruit dans un accident au décollage, entraînant la mort du pilote, le lieutenant GL Brinton, RN, excluant tous les autres plans avec seulement les deux S.6B et le S.6 survivant préparé pour la finale de la course Schneider.

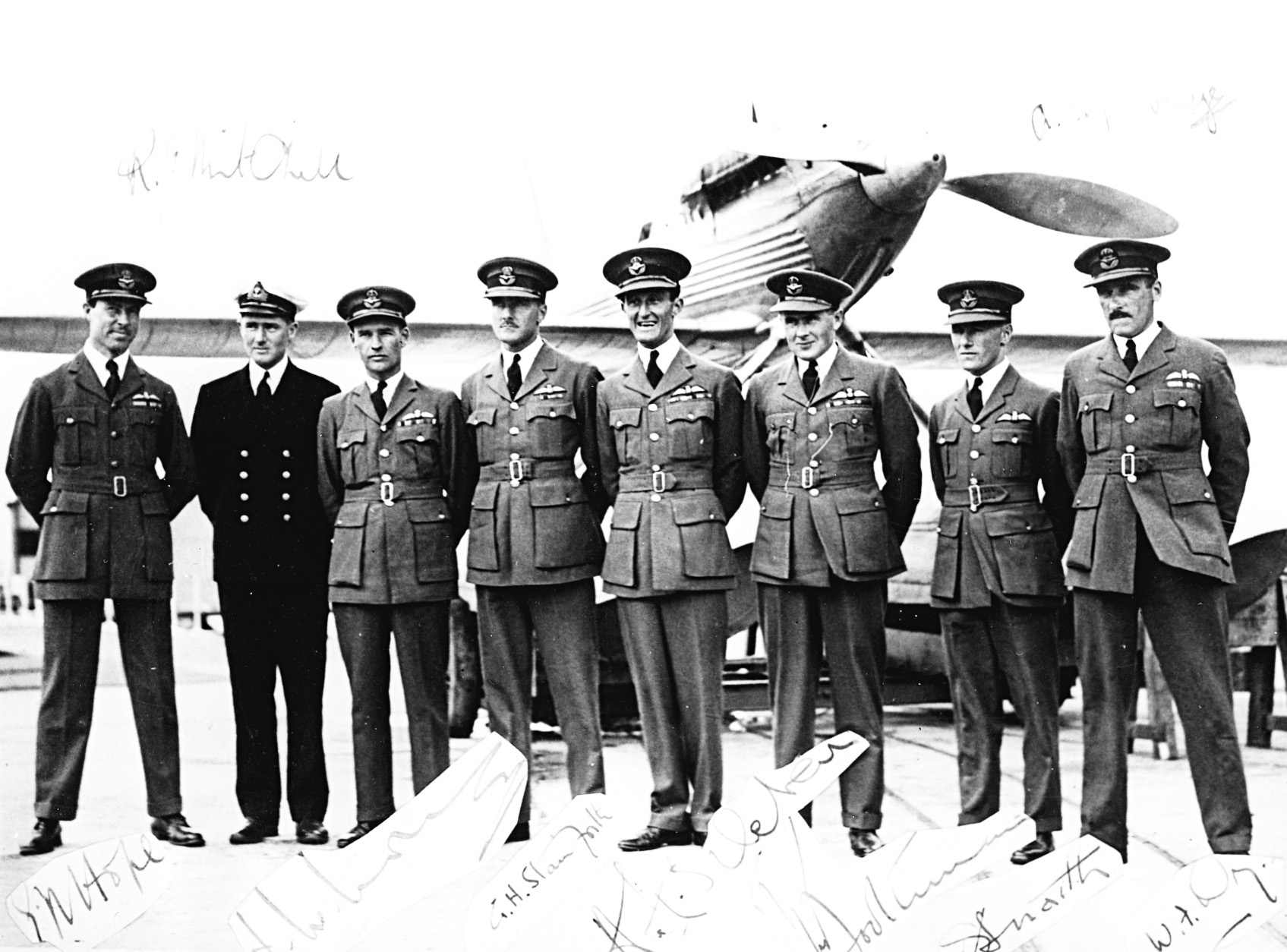
L'équipe britannique de la RAF High Speed Flight de 1931.

L'avion vainqueur de la coupe Schneider était piloté par le Flt. Lt. John N. Boothman sur l'avion portant le numéro de série S1595 à une vitesse de 547,19 km/h. Il effectua sept tours parfaits du parcours triangulaire sur le Solent, entre l'île de Wight et le continent britannique. Dix-sept jours plus tard, le Flt Lt. George Stainforth (en) sur le S.6B S1596 battit le record du monde de vitesse aérien atteignant 656,67 km/h.
Le S.6B est considéré comme étant l'avion ayant donné l'impulsion au développement du Supermarine Spitfire et du moteur Rolls-Royce Merlin.

## Avions exposés

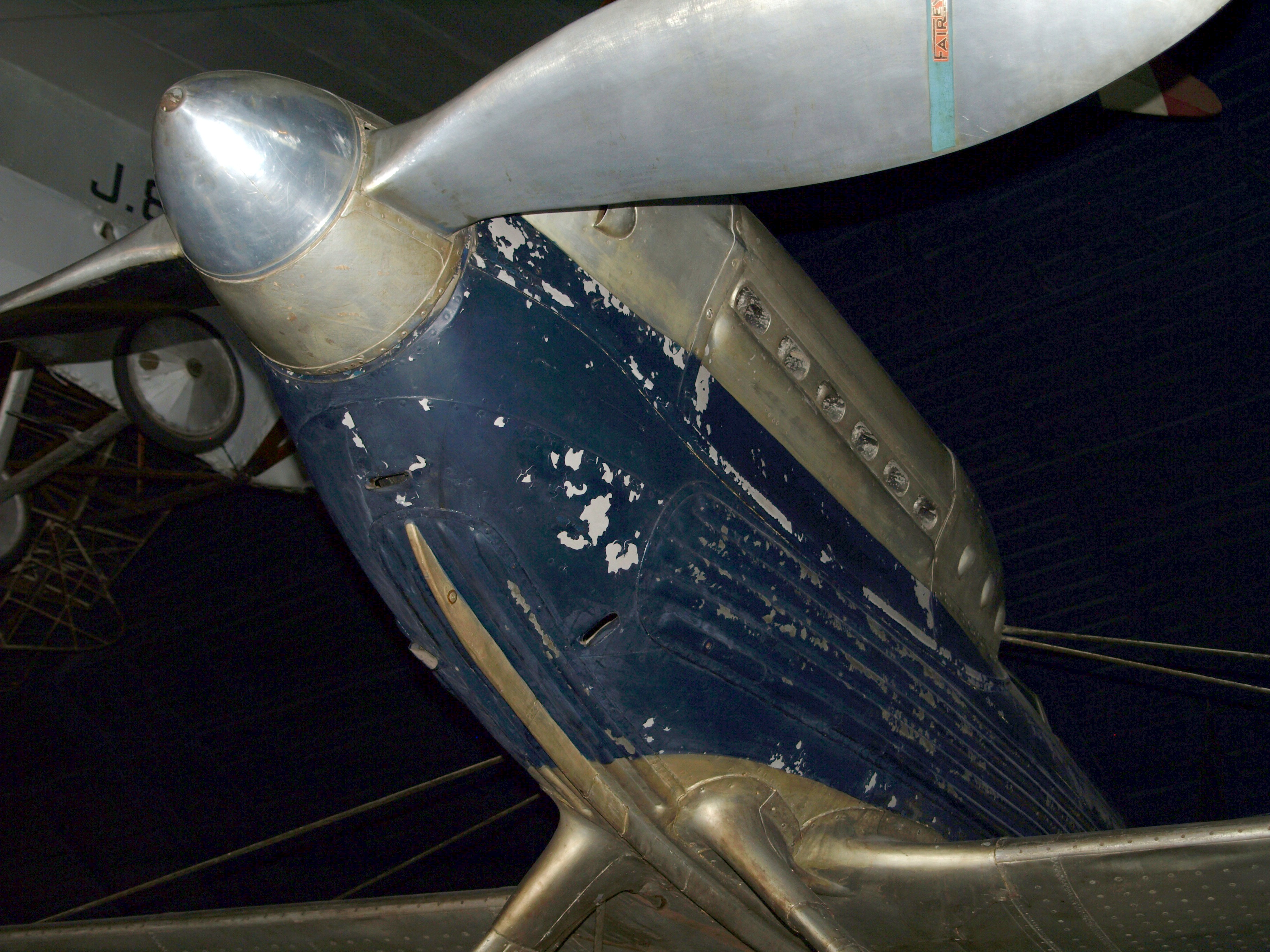
Fuselage avant et détail de l'hélice du Supermarine S.6B, S1595 exposé au London Science Museum.

À la fin des vols de record, les deux S.6B furent retirés. Le gagnant de la Coupe Schneider, le S.6B S1595 fut légué au Musée des sciences de Londres, où il réside encore aujourd'hui dans un état non restauré. Pour une courte période de temps, le S1596 a été testé par la Marine Aircraft Experimental Establishment (en) (MAEE) à Felixstowe.
Jusque dans les années 1960, le S.6A N248 fut présenté à tort comme S1596 à Southampton Royal Pier comme attraction touristique. Le sort du S1596 reste inconnu.

## Opérateur

Supermarine S.6B

Royaume-Uni
- Royal Air Force
- High Speed Flight